# 本村晃一
本村 晃一（もとむら こういち、1974年7月10日 - ）は、日本の男性アニメーター、キャラクターデザイナー。

## 人物
経歴
大学では美術系の学問を専攻していた。漫画研究会への参加をきっかけにコミックマーケットへ参加し、オタク文化に触れるようになった。
ゲーム業界を目指してカプコンをはじめとするゲーム会社に応募するも、落選する。そんな中、「月刊ニュータイプ」でゴンゾの求人を見つけて応募したのがアニメ業界入りのきっかけとなった。本村はゴンゾのゲーム部門を目指していたが、提出したポートフォリオが評価されたため、アニメ部門に配属されることになった。入社後、ゴンゾのOVA作品『青の6号』に動画として参加し、アニメーターデビューを果たす。
フリーランスとして独立した後、『トップをねらえ2!』へ参加したことをきっかけに、ガイナックスへ誘われる。『天元突破グレンラガン』や『屍姫』などに参加。『よつのは』にてキャラクターデザインを務め、『はなまる幼稚園』では総作画監督に抜擢された。
ガイナックス離脱後はA-1 Picturesを中心に活動している。
人物像
本村は基礎力を重視しており、特にデッサン力が大切だと考えている。彼は若手アニメーターの技術力の高さを評価しており、現在も自身の引き出しを増やすために、他のアニメーターの技術を吸収し続けている。今後はキャラクターデザインやイラストなど、1枚絵での仕事にも挑戦したいという意欲を持っている。
本村は、アニメーターとしてのやりがいを、自分の描いた絵が動く瞬間に感じている。駆け出しの頃、自身が描いた絵が動いているのを見て感動し、その気持ちは現在も続いているという。
仕事をする上で本村は、前後のカットのつながりを大切にしている。視聴者が不自然に感じるような不連続な表現を避けるため、「合わせ」を徹底して守っている。
本村晃一は、作品への参加基準について、駆け出しの頃に仕事がなかった経験から、基本的には「ぜひ来てください」と誘われれば喜んで参加するスタンスを取っている。その理由は、嫌な相手と毎日顔を合わせることがストレスになるため、共に働きたい人との仕事を優先したいからだという。作品の内容よりも一緒に仕事をしたいかどうかが重要であるため、たとえ女性向けやリアル系の作品であっても、その基準でオファーを受けるという。
ダイナミックなアクションやエフェクトを得意とする中村豊や松本憲生を目標としている。
影響
本村は大学時代に影響を受けたアニメ作品として「るろうに剣心 -明治剣客浪漫譚-」を挙げている。中嶋敦子作監回のきれいな作画を目にしたことで、アニメに興味を持ち始めたという。また、筋肉の描き方などは、本村が当時熱中していた格闘ゲーム「ストリートファイター」に影響されているという。
得意な作画とジャンル
本村は「かわいい系」の絵柄や、日常芝居を得意としている。監督の錦織博から「日常芝居なら本村だろう」と言われるほど、日常の演技表現に強みを持っている。これまで「夏色キセキ」や「ブレンド・S」など、多くの可愛らしい女性キャラが登場する作品で作画監督を務め、キャラクターごとの性格を考慮した演技の描き分けに苦労しながらも楽しんでいるという。

## 参加作品

### テレビアニメ
2001年
- ギャラクシーエンジェル（原画）

2002年
- フルメタルパニック!（原画）
- 最終兵器彼女（原画）

2003年
- GAD GUARD（作画監督・OP原画）
- クロノクルセイド（原画）
- デ・ジ・キャラットにょ（原画）

2004年
- 忘却の旋律（キャラ作画監督）
- 砂ぼうず（作画監督）

2005年
- UG☆アルティメットガール（作画監督）

2006年
- よみがえる空 -RESCUE WINGS-（作画監督）
- ひぐらしのなく頃に（作画監督・原画）
- コヨーテ ラグタイムショー（OP原画）
- 獣王星（OP原画）

2007年
- がくえんゆーとぴあ まなびストレート!（OP原画）
- 天元突破グレンラガン（作画監督・レイアウト監修・アイキャッチ・OP原画・第二原画）
- 機神大戦ギガンティック・フォーミュラ（原画）

2008年
- 屍姫 赫（作画監督・OP原画）
- とらドラ!（作画監督）

2009年
- 屍姫 玄（作画監督）
- 鋼の錬金術師 FULLMETAL ALCHEMIST（原画）
- ティアーズ・トゥ・ティアラ（OP原画）

2010年
- はなまる幼稚園（総作画監督・作画監督・第12話ED原画）
- パンティ&ストッキングwithガーターベルト（作画監督・作画監督補佐・原画）
- とある魔術の禁書目録II（OP原画）

2011年
- GOSICK -ゴシック-（作画監督）
- あの日見た花の名前を僕達はまだ知らない。（総作画監督補佐・作画監督・原画）
- THE IDOLM@STER（作画監督）
- ぬらりひょんの孫 千年魔京（原画）
- 僕は友達が少ない（作画監督）
- ギルティクラウン（原画）

2012年
- ブラック★ロックシューター（作画レイアウト）
- 夏色キセキ（作画監督・作画監督補佐・OP原画）
- エウレカセブンAO（作画監督補佐）
- リトルバスターズ!（作画監督・作画監督補佐）

2013年
- とある科学の超電磁砲S（作画監督・OP原画）

2014年
- 鬼灯の冷徹（作画監督・原画・第二原画）
- スペース☆ダンディ シーズン2（原画）
- トリニティセブン（OP原画）

2015年
- ローリング☆ガールズ（作画監督・作画監督補佐）
- トリアージX（OP原画）
- 終わりのセラフ（作画監督・作画監督補佐・原画）
- 櫻子さんの足下には死体が埋まっている（原画）
- ノラガミ ARAGOTO（原画）

2016年
- 灰と幻想のグリムガル（原画）
- NEW GAME!（OP原画）
- バッテリー（原画）
- WWW.WORKING!!（原画）

2017年
- ブレンド・S（作画監督・原画）

2018年
- ダーリン・イン・ザ・フランキス（作画監督・原画）
- レイトン ミステリー探偵社 〜カトリーのナゾトキファイル〜（作画監督・原画）

2019年
- 約束のネバーランド（作画監督・原画）

2021年
- 86-エイティシックス-（作画監督・OP原画）

2024年
- 勇気爆発バーンブレイバーン（キャラクターデザイン・メカニカルデザイン・総作画監督・OPED作画監督・原画）

### 劇場アニメ
2007年
- 劇場版 空の境界 第一章 俯瞰風景（原画）

2008年
- 劇場版 空の境界 第五章 矛盾螺旋（原画）

2009年
- 劇場版 天元突破グレンラガン 螺巌篇（原画）
- 劇場版 空の境界 第七章 殺人考察（後）（原画）

2013年
- 劇場版 とある魔術の禁書目録 エンデュミオンの奇蹟（作画監督・原画）

2017年
- 劇場版 FAIRY TAIL -DRAGON CRY-（作画監督・原画）

2020年
- 思い、思われ、ふり、ふられ（原画）

2021年
- シン・エヴァンゲリオン劇場版（原画）

### OVA
1999年
- 青の6号（動画）

2004年
- トップをねらえ2!（原画）

2005年
- カレイドスター Legend of phoenix 〜レイラ・ハミルトン物語〜（原画）

2008年
- よつのは（キャラクターデザイン・作画監督）

2014年
- 進撃の巨人 第3.75話「困難」（原画）

2016年
- 血界戦線（原画）

### その他
2005年
- テイルズ オブ レジェンディア（OP原画・イベント原画）

2024年
- 『幽霊船戦』アニメーションミュージックビデオ（原画）